# Bystré (Pardubice)
Bystré é uma cidade checa localizada na região de Pardubice, distrito de Svitavy.